# Plànol de Barcelona de Miquel Garriga i Roca
El plànol de Barcelona de Miquel Garriga i Roca és un projecte cartogràfic realitzat entre els anys 1859 i 1862, que inclou els anomenats «quarterons», amb una qualitat cartogràfica i una riquesa de detall extraordinàries.

## Història
El 10 de desembre de 1862, l'arquitecte Miquel Garriga i Roca (El Masnou, 1808-Barcelona, 1888) va lliurar a l'Ajuntament de Barcelona una cartera amb tots els documents cartogràfics que, des de mitjans de 1859, havia anat elaborant relatius al projecte del Plànol de Barcelona, l'origen del qual és la Reial ordre de 25 de juliol de 1846 que obligava tots els ajuntaments espanyols amb un nombre elevat d'habitants a aixecar un plànol geomètric a escala 1:1.250 del seu nucli urbà, en el que calia representar-hi, a més a més, un pla general d'alineacions de carrers i places.
El plànol de Barcelona més detallat que hi havia aleshores era el Plano geométrico de la ciudad de Barcelona, traçat el 1842 a escala 1:4.000 per l'arquitecte municipal Josep Mas i Vila. L'octubre de 1847, després de diversos requeriments del governador civil de Barcelona, l'Ajuntament de Barcelona va ordenar-li que s'ocupés de l'acompliment de la reial ordre, però la feble base tècnica i econòmica del consistori barceloní va fer que aquest encàrrec s'anés endarrerint un cop i un altre. Finalment, el juliol de 1851, Mas i Vila va lliurar un plànol geomètric a escala 1: 1.250 que no contenia cap pla d'alineacions. Aquesta mancança i el fet que el 1852, els responsables de l'urbanisme barceloní consideressin inapropiada aquesta escala per a representar-hi un pla general d'alineacions, van modificar els plantejaments cartogràfics establerts fins aleshores.
Com a conseqüència d'aquest canvi d'orientació, l'agost de 1852, l'arquitecte municipal Francesc Daniel Molina va lliurar una proposta de treballs cartogràfics en la que s'establia, entre altres coses, la necessitat d'aixecar un plànol general de la ciutat a escala 1:1.250 i quatre plànols parcials a escala 1:300, un per a cadascun dels districtes i en els que calia representar-hi el pla d'alineacions dels carrers i places de la ciutat. Aquesta proposta va ser objecte, el setembre de 1852, d'algunes modificacions per part de la Comissió d'Obres, que volia que hi estiguessin representats, a més a més, el parcel·lari urbà i les xarxes generals d'aigua, clavegueram i gas de la ciutat. Tanmateix, l'elevat cost i la gran inestabilitat política de l'època van fer que, fins al maig de 1854, les gestions per dur-los a terme restessin aturades. Aleshores, l'Ajuntament de Barcelona va crear una comissió d'arquitectes municipals, presidida per Antoni Rovira i Trias, amb l'encàrrec de dur-los a terme, però no fou fins a l'abril de 1856 que s'acordà fer l'encàrrec a l'arquitecte municipal Miquel Garriga i Roca, qui havia presentat una proposta per fer-se'n càrrec. L'encàrrec però, queda en suspens per l'abrupta liquidació del Bienni Progressista l'estiu d'aquell any, i el projecte del Plànol de Barcelona restà, de nou, paralitzada durant dos anys. El nou canvi polític que es produí amb l'arribada al poder del general Leopoldo O'Donnell, un polític liberal de caràcter reformista, va permetre activar, un altre cop, el projecte i el gener de 1859 l'Ajuntament de Barcelona i l'arquitecte Miquel Garriga i Roca signaren una nova i definitiva contracta.
Tot i que Garriga i Roca considerava que havia començat a treballar en aquest plànol a finals de 1855, les primeres tasques cartogràfiques es van iniciar el març de 1859. La xarxa de triangles que va dissenyar es recolzava en una base principal, formada per una línia recta que unia, a través de la Rambla, el campanar de l'església de Betlem amb el terrat de l'edifici del Banc de Barcelona. Des d'aquesta base central va fer partir dues bases secundàries, que dividien la ciutat en quatre zonesdiferents. Un cop obtingut el valor d'aquestes bases, va començar a observar els angles dels triangles de cada zona amb un teodolit de la casa Troughton & Simms. Un cop fetes aquestes operacions, va emprendre els treballs d'anivellament per tal d'obtenir l'altimetria de la ciutat. Tant en aquests treballs, com en els de planimetria, que duria a terme a partir de la segona meitat de 1859, Garriga va comptar amb l'ajut d'un selecte grup de tècnics amb una bona formació cartogràfica, com és el cas de l'arquitecte Carles Gauran o els mestres d'obra Narcís Aran i Pasqual Guàrdia. A mitjans de 1859, Garriga i Roca es va veure obligat, per ordre de l'aleshores alcalde de Barcelona Josep Santa-Maria, a deixar el projecte per a dedicar-se a aixecar una detallada cartografia del barri de la Barceloneta, tasca que el va tenir ocupat fins a mitjans de desembre de 1859.
Des d'aleshores i fins a començaments de 1861, Garriga i Roca va estar treballant en la planimetria de Barcelona. El setembre de 1861, va lliurar a l'Ajuntament de Barcelona els darrers treballs estipulats a la contracta signada el 1859 que encara li mancaven per fer: el plànol d'alineacions de carrers i places i la representació cartogràfica de les xarxes d'aigua, clavegueram i gas. Però fins al desembre de 1862 va estar treballant en tres operacions cartogràfiques diferents:
1. l'elaboració d'una nova cartografia del barri de la Barceloneta
2. l'adequació de la cartografia de Barcelona a la nova normativa de cartografia urbana establerta en una reial ordre de 19 de desembre de 1859
3. la realització, de forma conjunta amb el també arquitecte municipal Josep Fontserè i Mestre, d'un exhaustiu conjunt de plànols d'anivellament de la ciutat de Barcelona.

## Descripció
Els documents del Plànol de Barcelona, la major part dels quals es conserva a l'Arxiu Històric de la Ciutat de Barcelona, es poden agrupar, segons la seva escala i tipus de representació, en diferents blocs o conjunts cartogràfics:
- El Plano de Barcelona con el trazado del relieve del terreno y construcción del mismo, a escala 1:1.000 i amb corbes de nivell equidistants 0,5 m (1859), és el document cartogràfic més antic de la ciutat on el relleu està representat mitjançant corbes de nivell. El Plano topográfico-geométrico de la ciudad de Barcelona y proyecto de reforma general, a escala 1:2.000 (1862), constitueix la veritable síntesi dels treballs cartogràfics duts a terme entre 1856 i 1862, i permet obtenir informació sobre un gran nombre de qüestions com la topografia de la ciutat, el seu parcel·lari, l'estat de conservació dels edificis o el pla d'alineacions elaborat per Garriga i Roca.

- Cinc plànols a escala 1:2.000 i 1:5.000 i amb data 1 de juny de 1859, dedicats a representar la xarxa de triangulació dissenyada per Garriga i Roca.

- Quatre plànols de la ciutat de Barcelona a escala 1:500 i amb data 1 de setembre de 1861, en els quals apareixen representats el pla d'alineacions proposat per Garriga i Roca i les xarxes d'aigua, clavegueram i gas.

- Quatre plànols a escala 1:500 i amb data 1 de juny de 1859 de caràcter estrictament administratiu, en què són representats els límits dels districtes i barris de Barcelona.

- 119 plànols parcel·laris a escala 1:250, més coneguts com a «quarterons». De grandària diversa, hi ha representat el parcel·lari i l'antiguitat dels edificis, així com una valuosa informació sobre les operacions topogràfiques realitzades per Garriga i Roca. Constitueixen, d'altra banda, un inventari exhaustiu de gairebé tots els elements públics que constituïen la Barcelona de mitjan segle xix (esglésies, fonts, teatres, mercats, monuments, etc.).

- Plantes geomètriques a escala 1:100 dels edificis públics de Barcelona, de les quals s'han localitzat, de moment, 18 fulls.

- Els plànols de la Barceloneta: Plano de la Barceloneta a escala 1:500 (1859); ePlano topográfico-geométrico de la Barceloneta, playa, puerto y zona contigua de la ciudad con el proyecto de reforma y ensanche a escala 1:2.000 (1862); el Plano parcial geométrico de los barrios marítimos que componen la población de la Barceloneta a escala 1:1.000 (1862); Plano geométrico de la Barceloneta con expresión del nombre de plazas, paseos y calles, numeración de las casas, su estado de solidez y distribución de la planta baja de los edificios públicos a escala 1:1.000 (1862); i un atles o Álbum de dibujos que comprende los planos parciales de las manzanas, calles y demás vias públicas, aisladas o agrupadas a la escala de 1 por 300 con la proyección horizontal del alcantarillado, cañerías de aguas y tuberías de gas, amb 15 fulls parcel·laris (1862).

## Conclusió
El pla general d'alineacions de carrers i places projectat per Garriga i Roca no es va aplicar mai, però els treballs cartogràfics que va dur a terme, entre 1856 i 1862, van dotar la ciutat de Barcelona d'una cartografia moderna i científica que venia a completar el plànol del Pla de Barcelona aixecat per l'enginyer Ildefons Cerdà el 1855. Gràcies a aquests treballs, el municipi de Barcelona va disposar d'una cartografia similar a la que posseïen, des de feia un cert temps, algunes de les principals ciutats d'Europa occidental com París, Madrid o Milà.